# グルカン エンド-1,2-β-グルコシダーゼ
グルカン エンド-1,2-β-グルコシダーゼ(Glucan endo-1,2-beta-glucosidase, EC 3.2.1.71)は、系統名を2-β-D-グルカン グルカノヒドロラーゼ(2-beta-D-glucan glucanohydrolase)という酵素である。以下の化学反応を触媒する。
(1->2)-β-D-グルカンの(1->2)グルコシド結合をランダムに加水分解する。